# Federación Interinsular de Fútbol de Tenerife
La Federación Interinsular de Fútbol de Tenerife (FIFT) es el organismo encargado de gestionar el fútbol en la provincia de Santa Cruz de Tenerife. Su actual presidente es Alejandro Morales Mansito. Tiene su sede principal en la ciudad de Santa Cruz de Tenerife. También cuenta con delegaciones en otros municipios de la isla de Tenerife así como en las islas de La Palma, La Gomera y El Hierro.